# Jabłonowo Pomorskie

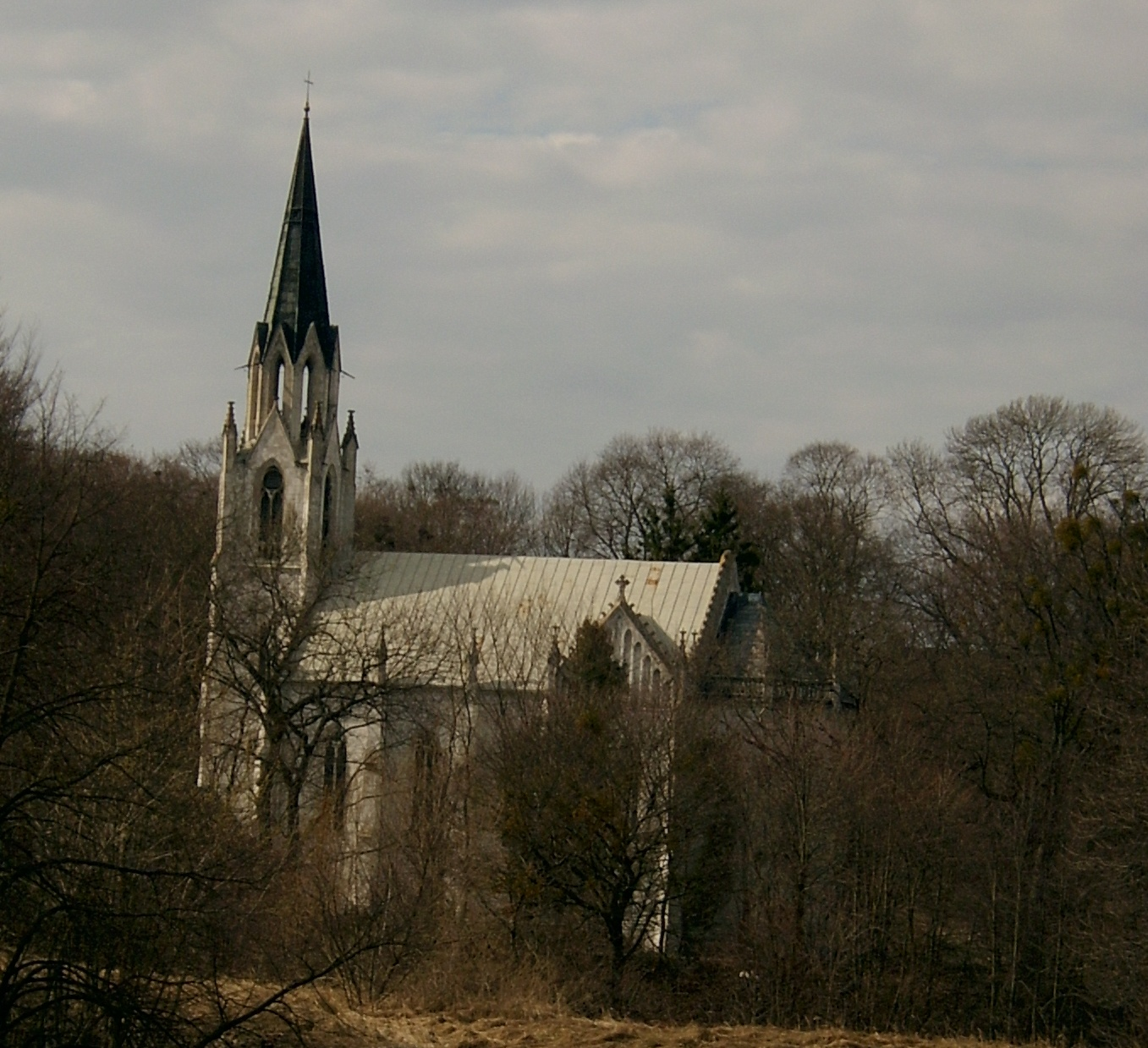

Jabłonowo Pomorskie este un oraș în Polonia.